# Angus Charles Graham
Angus Charles Graham (Penarth, 1919. július 8. – Nottingham, 1991. március 26.; kínai neve pinjin hangsúlyjelekkel: Gé Ruìhàn; magyar népszerű: Ko Zsuj-han; egyszerűsített kínai: 葛瑞汉; hagyományos kínai: 葛瑞漢) brit sinológus, filozófus, filozófiatörténész, a Londoni Egyetem professzora.

## Élete, munkássága
A walesi születésű Graham apja, Charles Harold Graham eredetileg szénkereskedő volt, aki 1925-ben Malajziába ment egy gumiültetvényre dolgozni. 1928-ban, maláriában hunyt el.
Graham a shropshire-i Ellesmore College diákja volt (1932–1937), majd az oxfordi Corpus Christi College-ban tanult teológiát, ahol 1940-ben végzett. Ezt követően a Londoni Egyetemen, a Chinese at the School of Oriental and African Studies hallgatója lett, és 1949-ben diplomázott. 1950-ben ugyanitt lektor lett, majd 1971-ben kinevezték professzornak. 1984-ben vonult nyugdíjba.
Vendégtanárként megfordult a Hongkongi Egyetemen, a Yale-en (Michigan) és egyéb egyetemeken, kutatóintézetben szerte a világon.
1955-ben kötött házasságot Der Bao Changgal, lányuk, Dawn 1964-ben született.

## Főbb művei
- Later Mohist Logic (reprint - Hong Kong: Chinese University Press, 2003)
- Chuang-tzu: The Inner Chapters (reprint - Indianapolis: Hackett Publishing, 2001)
- The Book of Lieh-tzu (reprint - New York: Columbia University Press, 1990)
- Disputers of the Tao: philosophical argument in ancient China (La Salle, Illinois: Open Court, 1989) [trans. into Chinese by Zhang Haiyan "Lun dao zhe: Zhongguo gudai zhexue lun bian", Beijing: Zhongguo shehui kexue chubanshe, 2003)
- Poems of the West Lake, translations from the Chinese (London: Wellsweep, 1990)
- Chuang-tzu: The Inner Chapters and other Writings from the Book of Chuang-tzu (London: Unwin Paperbacks, 1986)
- Divisions in early Mohism reflected in the core chapters of Mo-tzu (Singapore: Institute of East Asian Philosophies, 1985)
- Chuang-tzu: textual notes to a partial translation (London: SOAS, 1982)
- Later Mohist Logic, Ethics and Science (Hong Kong and London, 1979)
- Poems of the Late T'ang (Baltimore, Penguin Books, 1965)
- The Book of Lieh-tzu, a new translation (London: John Murray, 1960)